# Rolands Štrobinders
Rolands Štrobinders (* 14. April 1992 in Ventspils) ist ein lettischer Leichtathlet, der sich auf den Speerwurf spezialisiert hat.

## Sportliche Laufbahn
Rolands Štrobinders tritt seit 2010 in Wettkämpfen im Speerwurf an. In jenem Jahr gewann er die Bronzemedaille bei den lettischen U20-Meisterschaften. Im Jahr darauf warf er den Speer fast zehn Meter weiter. Seine Saisonbestleistung von 75,71 m stellte er bei den U20-Europameisterschaften in Tallinn auf, mit denen er im Finale den vierten Platz belegte. 2012 konnte er die Silbermedaille bei den lettischen Meisterschaften und gewinnen, nachdem er eine Woche zuvor den Speer erstmals über 80 Meter in einem Wettkampf warf. 2013 nahm er an den U23-Europameisterschaften im finnischen Tampere teil. Wie zwei Jahre zuvor bei den U20-Europameisterschaften, beendete er den Wettkampf auf dem vierten Platz. Ende desselben Monats wurde er dann erstmals Lettischer Meister im Speerwurf. Bis 2020 folgten zwei weitere Titel (2017 & 2018).
2014 verbesserte Štrobinders seine Bestleistung auf über 83 Meter und nahm in der Folge im August an den Europameisterschaften in Zürich teil. Dort kam er in der Qualifikation allerdings nicht über 76,16 m hinaus und schied damit als 16. aus. Ein ähnliches Bild ergab sich im Jahr darauf während der Qualifikation bei den Weltmeisterschaften in Peking. Dort warf er den Speer zwar auf über 79 Meter. Diese Weite bedeutete nach der Quali den insgesamt 19. Platz. 2016 qualifizierte er sich für die Olympischen Sommerspiele in Rio de Janeiro. Zuvor nahm er an den Europameisterschaften in Amsterdam teil. Dort schied er allerdings nach der Qualifikation aus, nachdem er drei ungültige Versuche absolvierte. In Brasilien warf er den Speer in der Qualifikation dann auf 77,73 m, mit denen er als 28. ausschied.
2017 konnte Štrobinders im Laufe der Sommersaison konstant Würfe über 80 Meter vorweisen. Diese erreichte er allerdings während der Qualifikation bei den Weltmeisterschaften in London nicht und schied als 19. aus. Zwei Wochen später stellte er in Bad Köstritz mit 85,07 m seine persönliche Bestleistung auf. 2018 trat er bei den Europameisterschaften in Berlin an. Mit einem Wurf über 81 Meter qualifizierte er sich für das Finale. Darin kam er dann nicht über die 80-Meter-Marke und belegte als Elfter den vorletzten Platz. Auch bei den Weltmeisterschaften 2019 in Doha war für ihn nach der Qualifikation Schluss. Er belegte den insgesamt 17. Platz. 2022 trat er in den USA zu seinen insgesamt vierten Weltmeisterschaften an. In der Qualifikation blieb er unter der 80-Meter-Marke und verpasste damit auch im vierten Anlauf den Einzug in das WM-Finale. Bei den anschließenden Europameisterschaften in München belegte er den achten Platz.

## Wichtige Wettbewerbe
| Jahr                 | Veranstaltung             | Ort                  | Platz                | Disziplin            | Weite                |
| Startet für Lettland | Startet für Lettland      | Startet für Lettland | Startet für Lettland | Startet für Lettland | Startet für Lettland |
| -------------------- | ------------------------- | -------------------- | -------------------- | -------------------- | -------------------- |
| 2011                 | U20-Europameisterschaften | Tallinn              | 4.                   | Speerwurf            | 75,71 m              |
| 2013                 | U23-Europameisterschaften | Tampere              | 4.                   | Speerwurf            | 78,71 m              |
| 2014                 | Europameisterschaften     | Zürich               | 16.                  | Speerwurf            | 76,16 m              |
| 2015                 | Weltmeisterschaften       | Peking               | 19.                  | Speerwurf            | 79,11 m              |
| 2016                 | Europameisterschaften     | Amsterdam            |                      | Speerwurf            | o.g.V.               |
| 2016                 | Olympische Sommerspiele   | Rio de Janeiro       | 28.                  | Speerwurf            | 77,73 m              |
| 2017                 | Weltmeisterschaften       | London               | 19.                  | Speerwurf            | 79,68 m              |
| 2018                 | Europameisterschaften     | Berlin               | 11.                  | Speerwurf            | 76,59 m              |
| 2019                 | Weltmeisterschaften       | Doha                 | 17.                  | Speerwurf            | 81,09 m              |
| 2022                 | Weltmeisterschaften       | Eugene               | 15.                  | Speerwurf            | 79,39 m              |
| 2022                 | Europameisterschaften     | München              | 8.                   | Speerwurf            | 77,10 m              |

## Leistungsentwicklung
- 2010: 68,88 m
- 2011: 75,71 m
- 2012: 81,20 m
- 2013: 81,68 m
- 2014: 83,10 m
- 2015: 83,37 m
- 2017: 85,07 m

## Sonstiges
Er ist der Sohn von Mārcis Štrobinders, der 1992, ebenfalls im Speerwurf, an den Olympischen Sommerspielen in Barcelona teilnahm.